# Liste der portugiesischen Subregionen nach Bevölkerung
Die Liste der portugiesischen Subregionen nach Bevölkerung listet die 25 Subregionen der Portugiesischen Republik.
| Position | Position          | Sub-region                | Bevölkerung (2021) | Prozentzahl (der gesamten Bevölkerung) | Veränderung (seit 2019) |
| 2021     | Vergleich zu 2019 | Sub-region                | Bevölkerung (2021) | Prozentzahl (der gesamten Bevölkerung) | Veränderung (seit 2019) |
| -------- | ----------------- | ------------------------- | ------------------ | -------------------------------------- | ----------------------- |
| 1        | ▬(0)              | Metropolregion Lissabon   | 2.869.627          | 27,8 %                                 | ▲0,2 %                  |
| 2        | ▬(0)              | Metropolregion Porto      | 1.740.117          | 16,8 %                                 | ▲0,7 %                  |
| 3        | ▬(0)              | Algarve                   | 465.701            | 4,5 %                                  | ▲6,2 %                  |
| 4        | ▬(0)              | Região de Coimbra         | 438.212            | 4,2 %                                  | ▲1,0 %                  |
| 5        | ▲(1)              | Ave                       | 417.756            | 4,0 %                                  | ▲1,4 %                  |
| 6        | ▲(1)              | Cávado                    | 416.600            | 4,0 %                                  | ▲3,0 %                  |
| 7        | ▼(2)              | Tâmega e Sousa            | 407.700            | 4,0 %                                  | ▼2,0 %                  |
| 8        | ▬(0)              | Região de Aveiro          | 369.793            | 3,6 %                                  | ▲1,7 %                  |
| 9        | ▬(0)              | Oeste                     | 366.209            | 3,5 %                                  | ▲2,1 %                  |
| 10       | ▬(0)              | Região de Leiria          | 287.969            | 2,8 %                                  | ▲1,2 %                  |
| 11       | ▲(1)              | Viseu Dão-Lafões          | 253.263            | 2,5 %                                  | ▲0,7 %                  |
| 12       | ▼(1)              | Madeira                   | 251.182            | 2,4 %                                  | ▼1,2 %                  |
| 13       | ▲(1)              | Lezíria do Tejo           | 236.735            | 2,3 %                                  | ▼0,5 %                  |
| 14       | ▼(1)              | Azoren                    | 236.488            | 2,3 %                                  | ▼2,6 %                  |
| 15       | ▲(1)              | Alto Minho                | 230.942            | 2,2 %                                  | ▲0,2 %                  |
| 16       | ▼(1)              | Médio Tejo                | 229.258            | 2,2 %                                  | ▼1,4 %                  |
| 17       | ▬(0)              | Beiras e Serra da Estrela | 210.317            | 2,0 %                                  | ▼0,7 %                  |
| 18       | ▬(0)              | Douro                     | 183.668            | 1,8 %                                  | ▼3,6 %                  |
| 19       | ▬(0)              | Alentejo Central          | 152.363            | 1,5 %                                  | ▲0,1 %                  |
| 20       | ▬(0)              | Baixo Alentejo            | 114.946            | 1,1 %                                  | ▼1,2 %                  |
| 21       | ▬(0)              | Terras de Trás-os-Montes  | 107.016            | 1,0 %                                  | ▼0,4 %                  |
| 22       | ▬(0)              | Alto Alentejo             | 104.462            | 1,0 %                                  | ▼0,1 %                  |
| 23       | ▬(0)              | Alentejo Litoral          | 96.904             | 0,9 %                                  | ▲3,6 %                  |
| 24       | ▬(0)              | Alto Tâmega               | 84.083             | 0,8 %                                  | ▼2,4 %                  |
| 25       | ▬(0)              | Beira Baixa               | 80.731             | 0,8 %                                  | ▲0,6 %                  |
|          |                   | Portugal                  | 10.352.042         | 100 %                                  | ▲0,6 %                  |